# NDR 1 Welle Nord
NDR 1 Welle Nord – niemiecka stacja radiowa należąca do Norddeutscher Rundfunk (NDR), publicznego nadawcy radiowo-telewizyjnego dla północnych Niemiec. Została uruchomiona w 1981 roku. Jest produkowana przez oddział NDR w Kilonii i pełni rolę rozgłośni regionalnej dla kraju związkowego Szlezwik-Holsztyn. Oprócz treści typowo lokalnych, stacja nadaje liczne pasma muzyczne, w których można usłyszeć zarówno złote przeboje muzyki niemieckiej i zagranicznej, jak i najnowsze hity. 
W Szlezwiku-Holsztynie stacja dostępna jest w analogowym i cyfrowym przekazie naziemnym. Ponadto można jej słuchać w Internecie oraz w niekodowanym przekazie z satelity Astra 1M. 